# Ban Shindō
Ban Shindō (japanisch 進藤 蕃, Shindō Ban, Vorname eigentlich Shigeru (しげる); geboren 1932 in Tokio; gestorben 1998) war ein japanischer Maler im Yōga-Stil.

## Leben und Wirken
Ban Shindō studierte unter Koiso Ryōhei in der Abteilung für Westliche Malerei an der Universität der Künste Tokio machte 1956 als einer der Besten seinen Abschluss, wobei er mit dem Ōhashi-Preis ausgezeichnet wurde. 1957 schloss er sich der Gruppe „Kokudokai“ (黒土会) an. 1958 stellt er zum ersten Mal auf der Ausstellungsreihe „Shin-seisaku-ten“ (新制作展) aus.
1960 ging Shindō mit finanzieller Unterstützung der französischen Regierung nach Frankreich. An der „École nationale supérieure des beaux-arts de Paris“ bildete er sich unter Maurice Brianchon weiter. Er stellte auf dem Société nationale des beaux-arts, Salon des indépendants und auf Ausstellungen der in Frankreich lebenden Japanern aus. 1962 kehrte er nach Japan zurück.
Nach seiner Rückkehr stellte Shindō fünfmal auf der Ausstellungsreihe „Yasui–shō ten“ aus. Er arbeitete als externe Lehrkraft an der „Frauenuniversität der Künste“ (女子美術大学, Joshi bijutsu daigaku), an seiner Alma Mater, an der „Universität der Künste der Präfektur Aichi“ (愛知県立芸術大学, Aichi kenritsu bijutsu daigaku).
1969 schloss sich Shindō mit Nakane Hiroshi, Kunio Komatsuzaki und anderen zur „Tōdōkai“ (濤々会) zusammen. 1974 gründete er mit Satoru Inoue, Hirohide Hashimoto, Teruo Ōnuma (大沼 映夫; 1933–), Teruo Yamakawa (山川 輝夫) und anderen die „Rei no Kai“ (黎の会), und veranstaltete eine Ausstellung im privaten „Tokyo Central Museum of Art“. 1977 beteiligte er sich an der Gründung der Ausstellungsreihe „Guzō gendai ten“ (具象現代展) und wurde Veranstaltungsmitglied.
Shindō reiste viel herum, um im In- und Ausland Material für seine Bilder zu sammeln. 1983 konnte er eine Einzelausstellung auf der 10. FIAC-Ausstellung (Foire internationale d’art contemporain) im Grand Palais Museum in Paris zum Thema chinesische Landschaft zeigen. 1994 stellte er bei der Ausstellung „Ryōyō no me“ (両洋の眼) – etwa „Blick aus Ost und West“ aus und organisierte mit Seiichi Kasai und Shō Fukumoto (福本 章) die „Sanshinkai-Ausstellung“ (三申会展). 1996 kam es zum Zusammenschluss der „Mon no kai“ (們の会).
Shindō war gut in Landschaftsbildern in hellem Sonnenlicht, die an Südeuropa erinnern, auch in Städtebildern und Stillleben. Darstellungen von Personen gibt es fast nicht. Die Serie von Landschaftsbildern aus den 1980er Jahren, die auf einer Reise nach Guilin in China entstanden sind, zeigt Qualität des Malers als Kolorist besonders gut.